# Montheries
Montheries ist eine französische Gemeinde mit 71 Einwohnern (Stand 1. Januar 2022) im Département Haute-Marne in der Region Grand Est. Sie gehört zum Arrondissement Chaumont und zum Kanton Châteauvillain.

## Lage
Montheries liegt am Fluss Renne rund 64 Kilometer ostsüdöstlich von Troyes und 18 Kilometer westnordwestlich der Kleinstadt Chaumont im Westen des Départements Haute-Marne.

## Geschichte
Die Gemeinde gehörte von 1793 bis 1801 zum Distrikt Chaumont. Seit 1801 ist sie Teil des Arrondissements Chaumont. Von 1793 bis 2015 gehörte Montheries zudem zum Kanton Juzennecourt.

## Bevölkerung
| Jahr                       | 1962 | 1968 | 1975 | 1982 | 1990 | 1999 | 2006 | 2012 | 2019 |
| Einwohner                  | 117  | 80   | 78   | 76   | 73   | 67   | 71   | 64   | 68   |
| Quellen: Cassini und INSEE |      |      |      |      |      |      |      |      |      |

## Sehenswürdigkeiten
- Kirche Saint-Martin (teilweise 1608, 1691 und 1866)[1]
- Lavoir (ehemaliges Waschhaus)
- mehrere Quellbrunnen
- Denkmal für die Gefallenen[2]